# José María Lasa
José María Lasa Ibarguren (Andoáin, Guipúzcoa, 3 de marzo de 1948) es un futbolista retirado español. 
Durante la década de 1970 jugó en tres equipos de la Primera división española: Granada CF, Athletic Club y Real Zaragoza, totalizando 287 partidos y 38 goles en la máxima categoría del fútbol español.

## Biografía
Al principio de su carrera como futbolista se desempeñaba como extremo derecho. Debutó con el equipo de su localidad natal, la Sociedad Deportiva Euskalduna, en la Tercera división española en 1966. Luego jugó una temporada en Tercera División con el CD Logroñés, dos temporadas con el Real Valladolid en Segunda División y en 1970, tras descender el Valladolid de categoría, fue fichado por el Granada CF, pudiendo debutar en Primera División con 22 años de edad. En sus dos temporadas destacó con el equipo granadino. Fue el máximo goleador del equipo en la temporada 1970-71 con 8 goles, y contribuyó con seis goles al sexto puesto de la temporada 1971-72, que es la mejor clasificación obtenida por este club en su historia.
En 1972 fichó por el Athletic Club gracias a la denominada Operación Retorno, en la que el club vasco fichó a varios de los mejores jugadores que se encontraban jugando fuera del País Vasco o Navarra. Con el Athletic obtuvo el título de Copa en 1973. Durante sus años en el Athletic retrasó su puesto en el campo y pasó a jugar como lateral derecho. Disputó 222 partidos oficiales con el Athletic y marcó 23 goles.
En 1978 se incorporó al Real Zaragoza, donde jugaría otras dos temporadas poniendo fin a su carrera en el fútbol de élite.
Tras estar un año retirado volvió a jugar al fútbol como aficionado, en las filas de la Cultural de Durango, equipo con el que ascendió a Tercera división. El punto final a su carrera lo puso en el Abadiño, de categoría regional, en 1984.

## Selección nacional
Fue internacional con España en categoría "sub-23", entre 1971 y 1972. No llegó a debutar con la selección absoluta.

## Clubes
| Club                | País   | Año       |
| ------------------- | ------ | --------- |
| SD Euskalduna       | España | 1966-1967 |
| CD Logroñés         | España | 1967-1968 |
| Real Valladolid     | España | 1968-1970 |
| Granada CF          | España | 1970-1972 |
| Athletic Club       | España | 1972-1978 |
| Real Zaragoza       | España | 1978-1980 |
| Cultural de Durango | España | 1981-1983 |
| Abadiño KE          | España | 1983-1984 |

## Títulos

### Campeonatos nacionales
| Título                | Club          | País   | Año  |
| --------------------- | ------------- | ------ | ---- |
| Copa del Generalísimo | Athletic Club | España | 1973 |